# Cambiano

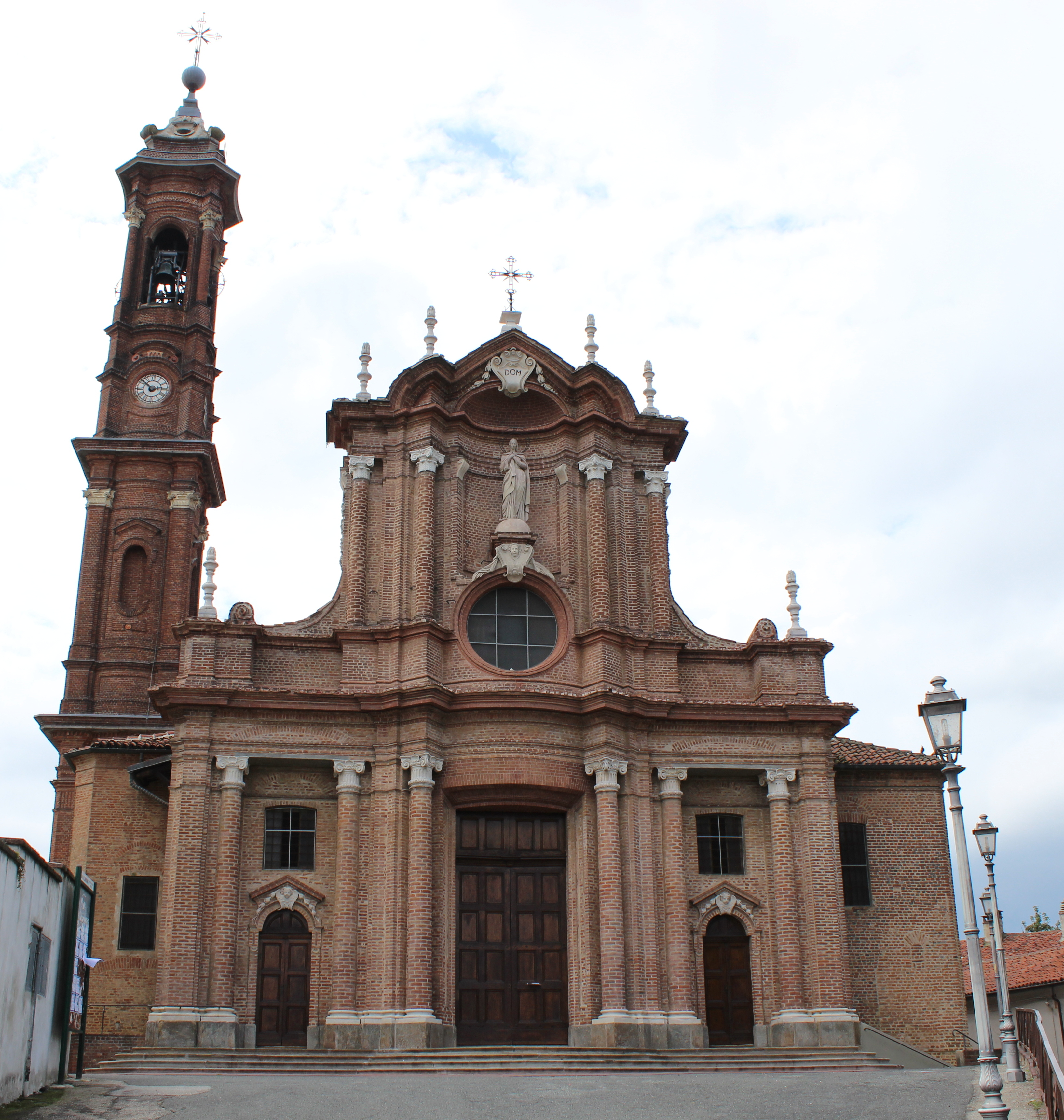
Kerk

Cambiano is een gemeente in de Italiaanse provincie Turijn (regio Piëmont) en telt 6008 inwoners (31-12-2004). De oppervlakte bedraagt 14,2 km², de bevolkingsdichtheid is 423 inwoners per km².
De volgende frazioni maken deel uit van de gemeente: Madonna della Scala.
In Cambiano is het bedrijf van Andrea Pininfarina (1957-2008) gevestigd.

## Demografie
Cambiano telt ongeveer 2282 huishoudens. Het aantal inwoners steeg in de periode 1991-2001 met 0,5% volgens cijfers uit de tienjaarlijkse volkstellingen van ISTAT.
| Jaar | Inwoneraantal |
| ---- | ------------- |
| 1991 | 5769          |
| 2001 | 5799          |

## Geografie
Cambiano grenst aan de volgende gemeenten: Pino Torinese, Chieri, Pecetto Torinese, Moncalieri, Trofarello, Santena, Villastellone.

## Geboren
- Giacomo Grosso (1860-1938), kunstschilder